# Szkoła wywiadowcza Abwehry w Sulejówku
Szkoła wywiadowcza Abwehry w Sulejówku (niem. Abwehr-Schule Sulejowek) – niemiecki ośrodek wywiadowczy skierowany przeciwko ZSRR podczas II wojny światowej.
Na początku 1940 r. w Sulejówku pod Warszawą Niemcy utworzyli ośrodek wywiadowczy Abwehry pod kryptonimem „Walli” (O. K.Wehrmacht- Abwehr-Kommando I, a od początku 1942 r. Abwehr-Befehlsstab „Walli”). Funkcję komendanta sprawował major (później podpułkownik) Heinz Schmalschläger. W październiku 1941 r. powstała szkoła wywiadu i kontrwywiadu, na czele której stanął mjr Moos. Do połowy lipca 1943 r. szkoła mieściła się w byłej willi Józefa Piłsudskiego. Na jej terenie rozmieszczono silną radiostację, laboratoria fotograficzne, miejsca, w których podrabiano sowieckie dokumenty i kwatery oficerskie sztabu „Walli”. Terytorium szkoły było ogrodzone drutem kolczastym, stanowiąc wydzieloną i zamkniętą część sztabu „Walli”. Szkoliła ona spośród przedstawicieli narodów zamieszkujących Związek Sowiecki agentów wywiadowców i radiowców. Kandydaci na agentów byli werbowani spośród jeńców wojennych z Armii Czerwonej. Mieli pochodzić ze średniej kadry oficerskiej ze średnim lub wyższym wykształceniem. Werbunkiem zajmował się sam mjr Moos.
Do stycznia 1943 r. w szkole funkcjonowały 2 klasy: agentów wywiadowców, którzy mieli działać na bliskich tyłach Armii Czerwonej i agentów radiowców, przeznaczonych do zrzucenia w głąb terytorium ZSRR. W styczniu 1943 r. powstały jeszcze 2 klasy – dla szkolenia agentów radiowców dla rozpoznawania obiektów wojskowych na głębokich tyłach i agentów radiowców dla rozpoznawania sowieckich sił zbrojnych. W jednym cyklu szkolenia w szkole szkoliło się do 350 ludzi. Szkolenia trwały od 2 do 6 miesięcy. Oprócz szkoleń specjalistycznych bardzo ważną rolę odgrywało szkolenie ideologiczne, wpajające nienawiść do stalinizmu. Kursanci przebywali jedynie na terenie szkoły i mieli zakaz kontaktowania się z polską ludnością Sulejówka. Występowali jedynie pod swoimi pseudonimami, podobnie jak wszyscy wykładowcy. Wśród tych ostatnich byli wysocy rangą b. oficerowie Armii Czerwonej, np. gen. Markis B. Salichow. Po zakończeniu szkolenia agenci byli przenoszeni do specjalnego obozu, w którym byli wyposażani w radiostacje, uzbrojenie i całe potrzebne wyposażenie. W ciągu 8–10 dni przerzucano ich do frontowych placówek Abwehry, a stamtąd za linię frontu.
W lipcu 1943 r. szkoła została przeniesiona do Prus Wschodnich w rejon Królewca z powodu rzekomego zagrożenia przez polskich partyzantów. Tam szkołę zakonspirowano jako jednostkę wojskową Rosyjskiej Armii Wyzwoleńczej (ROA). Zmieniono też pseudonimy wykładowców i kursantów. Na przełomie lipca i sierpnia 1944 r., z powodu ofensywy Armii Czerwonej, szkołę ponownie przeniesiono, tym razem do Niemiec (najpierw w rejon na wschód od Berlina, a następnie do Saksonii, gdzie połączono z 3 innymi szkołami wywiadowczymi). Ośrodek otrzymał oficjalną nazwę 1 Rosyjskiej Połączonej Szkoły Wywiadowczej. Podporządkowano go oddziałowi wywiadowczemu sztabu Sił Zbrojnych Komitetu Wyzwolenia Narodów Rosji. Zaczęto w niej szkolić także Litwinów, Łotyszy i Estończyków, a także Niemców bałtyckich, znających język rosyjski i rosyjskie zwyczaje. Szkoła została rozformowana w kwietniu 1945 r.
W listopadzie 1943 r. we wsi Neukuhren w Prusach Wschodnich została utworzona żeńska filia warszawskiej szkoły Abwehry, na czele której stanęła kpt. Natalia A. Berg-Popowa z Rosyjskiej Armii Wyzwoleńczej (ROA). Szkolenie kobiet zwerbowanych w obozach jenieckich w Wilnie i Chełmie dotyczyło obsługi radiostacji. Trwało 6 miesięcy. Ogółem wyszkolono tam 20 agentek. Skierowano je do obozu szkoleniowego we wsi Groß Raum, gdzie zostały wyposażone w fałszywe dokumenty i dowiedziały się o celach swojej działalności, a następnie zostały przerzucone przez linię frontu. W lipcu 1944 r. szkołę przeniesiono do wsi Bałga, gdzie od lutego 1942 r. działała kolejna filia warszawskiej szkoły wywiadowczej pod kierownictwem rtm. Brauna, a następnie Sonderführera Frihofena. We wrześniu ją rozwiązano. Kursanci powrócili do macierzystego ośrodka.